# Fernando González Lucini
Fernando González Lucini (Gerona, 11 de febrero de 1946) es un crítico musical y ensayista español de formación y vocación pedagógica.
Nacido en la capital gerundense, muy pronto su familia se trasladó a Jaén, donde vivió durante su infancia y adolescencia. Entre 1980 a 1988 estudió en Madrid, en la Escuela Universitaria de Formación del Profesorado. En ese periodo inicia su interés sobre la música popular y la canción de autor, y su proyección socio-pedagógica.
Colaborador de Las voces de la música, de Antena 3, y director de espacios radiofónicos como Donde la palabra se hace música o La isla del hombre libre, en Radio Popular (COPE), por cuya tarea recibiría los premios Manos Unidas y Bravo (1988). Entre 1998 y 2007 organizó varias exposiciones sobre canción de autor.  Asimismo, en 2014 recibió el Premio Barnasants.
Entre sus publicaciones se pueden mencionar la enciclopedia Y la palabra se hizo música, referente esencial en el estudio de la canción de autor española. En esa línea continúa coordinando la web Canción con todos, repositorio informativo-histórico sobre los cantautores españoles, en sus diversas lenguas.